# San Mateo
San Mateo város az Amerikai Egyesült Államokban, Kalifornia állam azonos nevű megyéjében. A 2020-as népszámláláskor a lakosság 105 661 fő volt.

## Földrajz
San Mateo a San Francisco-öbölben található, körülbelül 15 km-re San Franciscótól délre.
A Népszámlálási Iroda (United States Census Bureau, USCB) felmérései szerint San Mateo területe 41,3 km².

## Képek

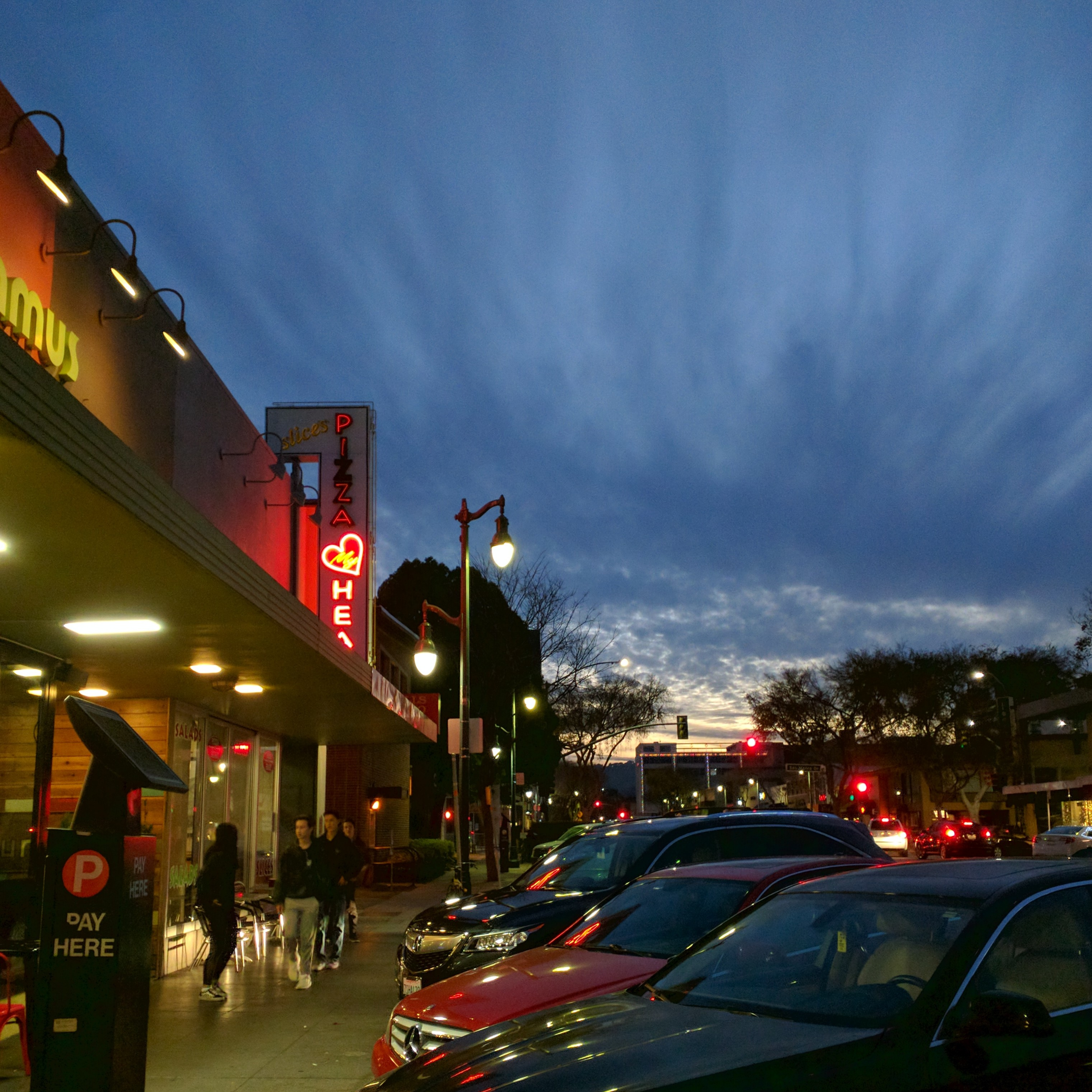
San Mateo belvárosa, 4-es bevásárlóutca (2018)
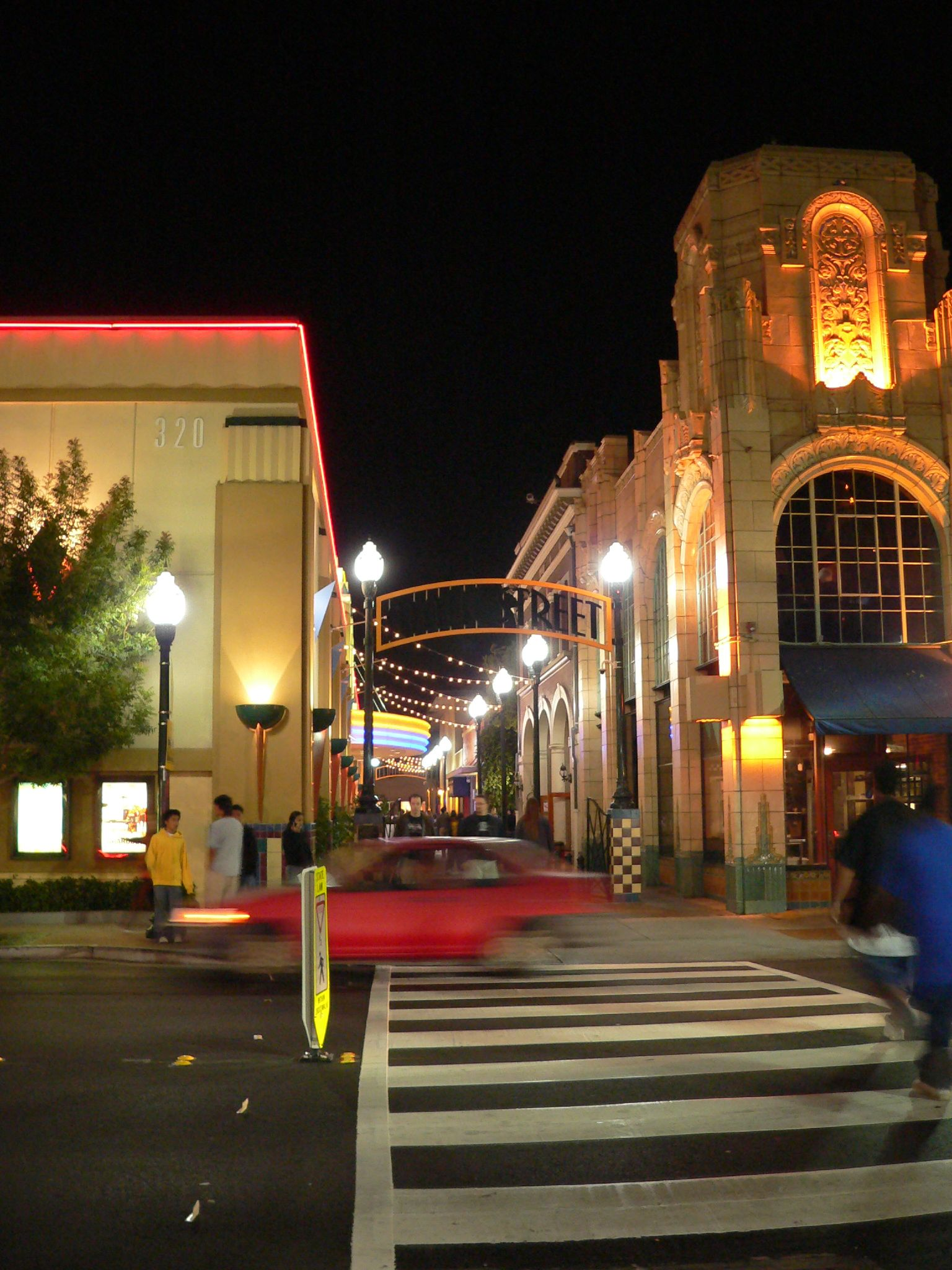
A belváros főutcája (2006)
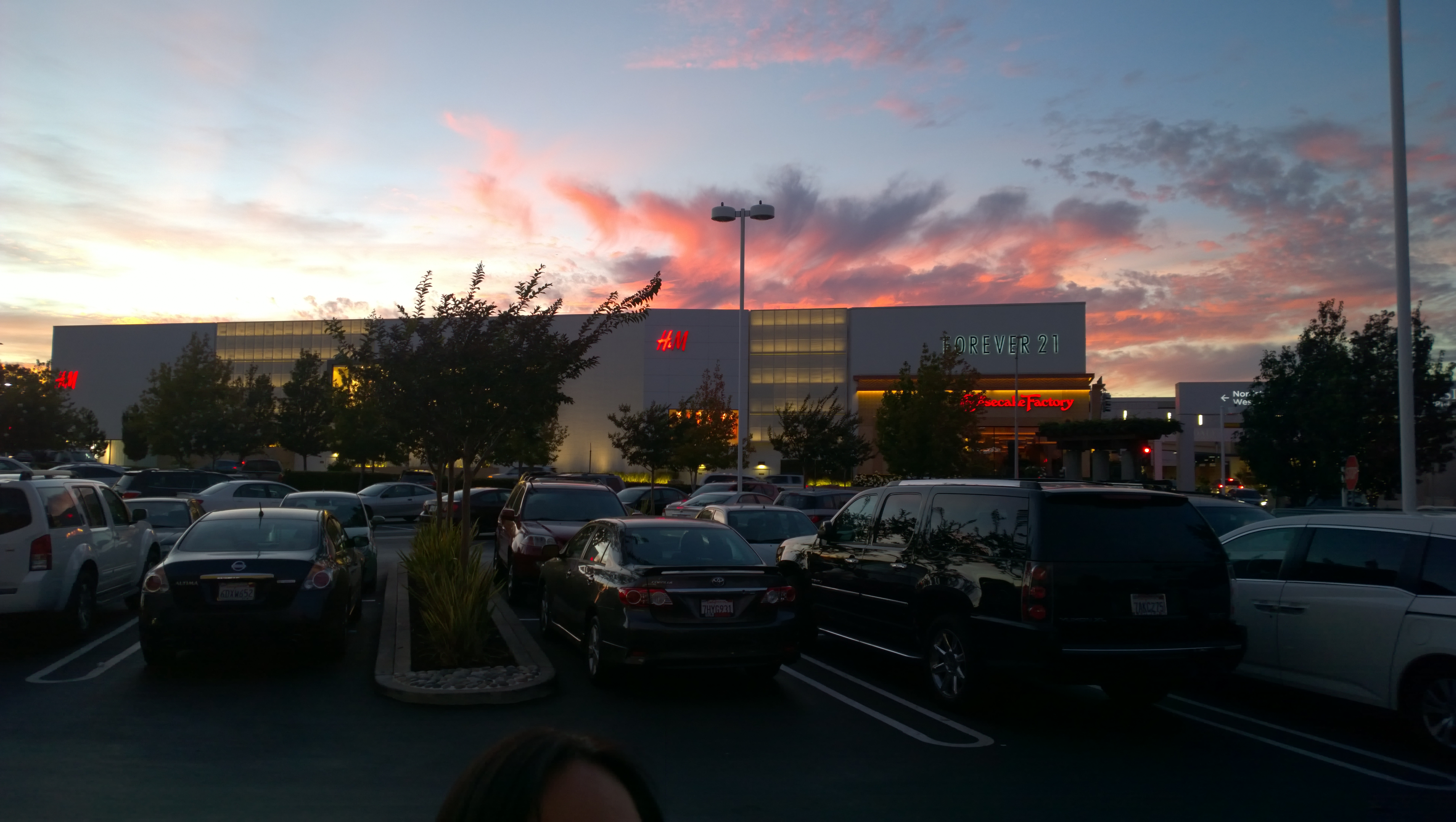
Hillsdale Shopping Center (2015)
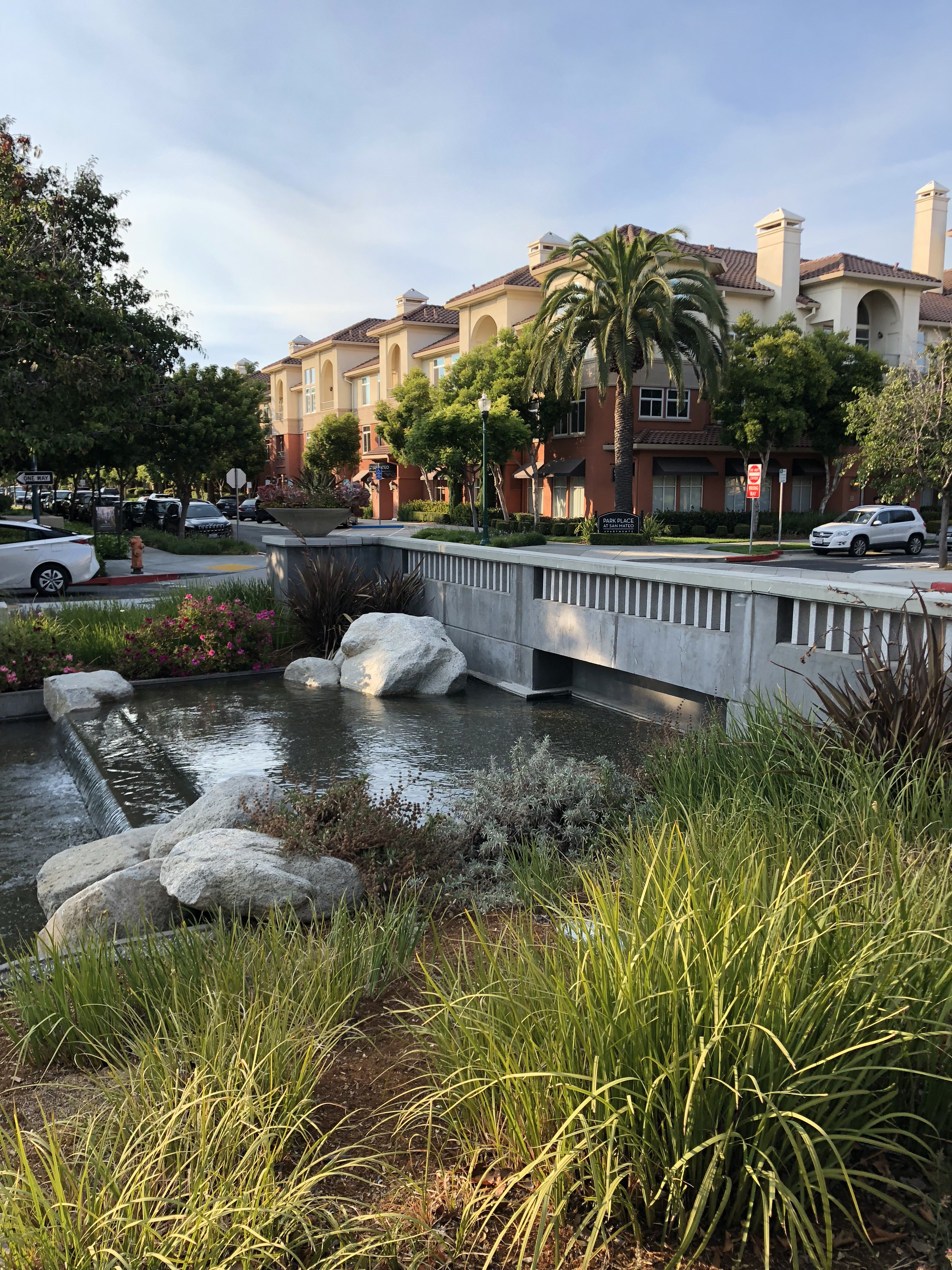
Városi lakások a Meadows-öbölben (2018)

### Testvérvárosok
- PHL San Pablo, Fülöp-szigetek
- DNK Varde község, Dánia (1969. november 17. óta)[3]
- JPN Toyonaka, Oszaka prefektúra, Japán (1963. október 8. óta)[4]

## Fordítás
Ez a szócikk részben vagy egészben  a   San Mateo (Stati Uniti d'America) című olasz Wikipédia-szócikk ezen változatának fordításán alapul.  Az eredeti cikk szerkesztőit annak laptörténete sorolja fel. Ez a jelzés csupán a megfogalmazás eredetét és a szerzői jogokat jelzi, nem szolgál a cikkben szereplő információk forrásmegjelöléseként.